# Carico strutturale
Il carico strutturale rappresenta l'insieme delle azioni esercitate su una struttura che definiscono le condizioni al contorno per la determinazione dello stato tensionale. Un carico nell'ingegneria strutturale è un sistema di forze applicate che possono originare uno stato di sollecitazione e conseguentemente una deformazione in una struttura. L'individuazione dei carichi è indispensabile per il calcolo del dimensionamento della struttura e per la valutazione della convenienza economica di una data configurazione strutturale.

## Carico concentrato e distribuito
Si definisce inoltre:
- carico concentrato: se le forze sono agente in un singolo punto della struttura;
- carico distribuito: se le forze agiscono lungo una curva, una superficie, o un volume appartenente alla struttura.

Nel Sistema internazionale di unità di misura un carico concentrato si può misurare in newton (con i relativi multipli e sottomultipli), mentre un carico distribuito può essere misurato in pascal (se è riferito a un'unità di superficie) oppure in newton per ogni metro quadrato, o qualsivoglia unità di misura valida per misurare una pressione.

## Carico statico e dinamico (StM)
Sono carichi statici quei carichi che non variano di intensità e posizione nel tempo su una struttura.
Sono carichi dinamici quei carichi che variano di intensità o di luogo (o entrambi).

## Tipi di carico (StM)
I carichi si suddividono in due categorie: permanenti e accidentali. Sono considerati carichi permanenti gli elementi strutturali come i solai, setti, isolamenti. I carichi permanenti sono dovuti al peso proprio della struttura e ai carichi che gravano sulla struttura per il suo intero periodo di vita. Per determinare il peso proprio di una struttura è necessario calcolare il volume degli elementi che compongono la stessa e moltiplicarlo per il loro peso per unità di volume (il peso per unità di volume dei principali materiali da costruzione è messo a disposizione dalla normativa). I tramezzi e gli impianti leggeri di edifici residenziali possono essere assunti come carichi equivalenti diffusi quando il solaio ha adeguata capacità di ripartizione trasversale delle sollecitazioni.
Mentre sono considerati carichi accidentali elementi non strutturali, arredi, persone, agenti atmosferici. La determinazione di questi carichi viene effettuata o tramite apposite analisi o assumendo valori imposti da regolamenti e norme.